# Lowland Football League
Die Lowland Football League ist neben der Highland Football League eine der zwei fünftklassigen Ligen im schottischen Fußball. Sie wurde erst 2013 durch Beschluss der Scottish Football Association gegründet. In ihr spielen Klubs aus dem südlichen und östlichen Schottland. Die Liga trug zeitweise den Sponsorennamen Ferrari Packaging Lowland League.

## Position im schottischen Liga-System
Im Gegensatz zu den vier höherklassigen schottischen Profi-Ligen setzt sich die Lowland Football League aus Mannschaften mit halbprofessionellen Spielern zusammen. Ein Aufstieg in die viertklassige Profi-Liga Scottish League Two ist über eine zweistufige Relegation möglich. In der ersten Runde spielen die Ersten der Lowland Football League und der Highland Football League gegeneinander. In der zweiten Runde wird zwischen dem Gewinner dieser Qualifikation und dem Letzten der Scottish League Two ein Aufsteiger, Absteiger bzw. Liga-Verbleibender ermittelt. Der Aufstieg gelang bisher Edinburgh City nach der Saison 2015/16 sowie Kelty Hearts 2020/21, Bonnyrigg Rose Athletic 2021/22, FC Spartans 2022/23 und FC East Kilbride 2024/25.
Unterhalb der Lowland Football League spielen parallel die sechstklassigen East of Scotland Football League, West of Scotland Football League und South of Scotland Football League, deren Meister zum Saisonende mit dem Tabellenletzten der Lowland Football League eine Aufstiegsrelegation ausspielen. Darunter gibt es keine Ligen im schottischen Profi-Liga-System.

## Mitgliedsvereine (Saison 2025/26)
In der Saison 2025/26 sind 18 Klubs Mitglied der Lowland Football League, die Meisterschaft wurde im Ligasystem mit Hin- und Rückspiel ausgetragen. Jeder Klub hat somit 34 Liga-Spiele zu absolvieren. Die „B“-Teams von Celtic FC und Heart of Midlothian spielen als Gäste ohne Aufstiegsrecht mit, vgl. offizielle Website der SLFL.
- Albion Rovers
- Berwick Rangers
- Bo’ness United
- Bonnyrigg Rose
- Broxburn Athletic
- Caledonian Braves
- Celtic Glasgow U23
- Civil Service Strollers
- FC Clydebank
- FC Cowdenbeath
- Cumbernauld Colts
- FC East Stirlingshire
- Gala Fairydean Rovers
- Gretna 2008
- Heart of Midlothian U23
- Linlithgow Rose
- Tranent Juniors
- University of Stirling

## Meister seit Gründung
| Saison  | Meister                      |
| ------- | ---------------------------- |
| 2013/14 | FC Spartans                  |
| 2014/15 | Edinburgh City               |
| 2015/16 | Edinburgh City               |
| 2016/17 | FC East Kilbride             |
| 2017/18 | FC Spartans                  |
| 2018/19 | FC East Kilbride             |
| 2019/20 | Kelty Hearts                 |
| 2020/21 | Kelty Hearts (nach Quotient) |
| 2021/22 | Bonnyrigg Rose Athletic      |
| 2022/23 | FC Spartans                  |
| 2023/24 | FC East Kilbride             |
| 2024/25 | FC East Kilbride             |

## Zukunft
Schottische Presseberichte kündigen eine Zweiteilung der Liga ab 2026/27 an, dann mit doppelt so vielen Teilnehmern wie aktuell. Der Beschluss sei bereits von den Vereinen und zuständigen Gremien bestätigt.